# Josef Dürich

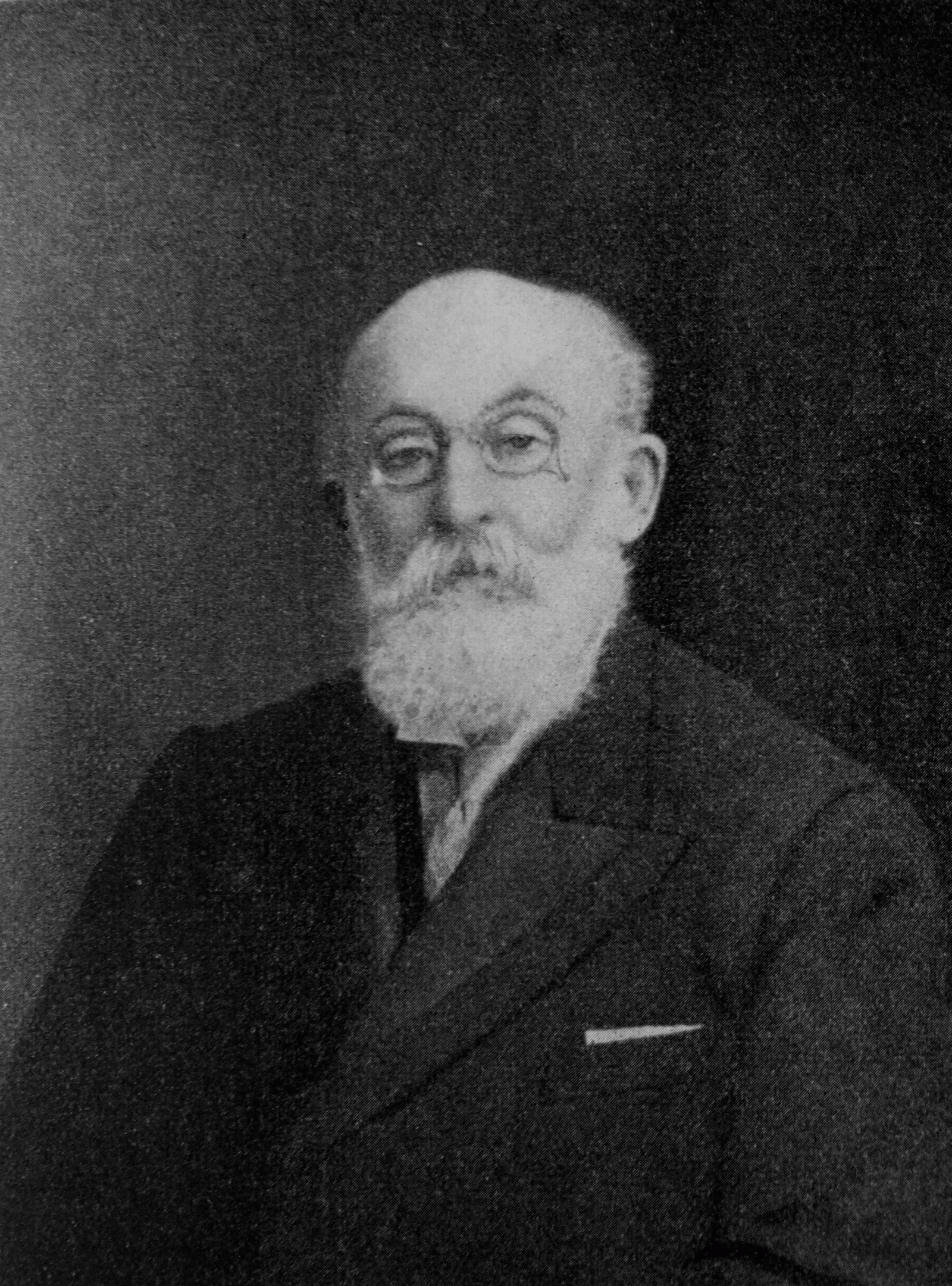
Josef Dürich jako člen Národní rady a poslanec (nejspíše kdesi v Rusku).)

Josef Dürich (19. srpna 1847 Borovice – 12. ledna 1927 Klášter Hradiště nad Jizerou) byl český politik staročeské strany, později agrární strany, účastník československého zahraničního odboje za 1. světové války, dramatik a spisovatel.

## Život a působení

### Mládí
Narodil se v Borovici u Mnichova Hradiště jako syn mlynáře a od 70. let 19. století vstoupil do kulturního života jako autor veršů a divadelních her. V letech 1870 a 1873 spoluredigoval almanach Ruch. Publikoval i pod pseudonymy Charvátecký a Josef Josefovič. Zabýval se také těsnopisem a pokusil se o jednotný slovanský těsnopis.

### Poslancem
V roce 1884 získal mandát v Říšské radě (celostátní zákonodárný sbor), kde reprezentoval kurii venkovských obcí, obvod Ml. Boleslav, Nymburk atd. Slib složil 4. prosince 1884. Mandát obhájil ve volbách do Říšské rady roku 1885, nyní za městskou kurii, obvod Jičín, Sobotka atd. Setrval zde do konce funkčního období, tedy do roku 1891. V této době patřil mezi politiky staročeské strany.
Do vrcholné parlamentní politiky se vrátil ve volbách do Říšské rady roku 1907, kdy byl zvolen za volební okrsek Čechy 038, nyní jako člen České agrární strany, v jejímž klubu pak v parlamentu zasedal. Křeslo poslance obhájil ve volbách do Říšské rady roku 1911, opět za Klub českých agrárníků a stejný volební obvod. Ztratil mandát 25. září 1917 na základě dlouhodobé absence.

### První československý odboj
V té době již ale nebyl na území Rakouska-Uherska. Počátkem května 1915 byl agrární stranou vyslán do Švýcarska za Tomášem Masarykem, aby se podílel na zahraničním odboji k vytvoření československých legií v Rusku. Získal k tomu i ústní pověření francouzské vlády. Byl tak jedním z mála českých politiků, kteří se v této časné fázi připojili k zahraničnímu odboji vedenému Masarykem. Dürich byl ovšem politik, který zastával panslavistickou myšlenku o jednotě slovanských národů a hlavní podporu české samostatnosti očekával od ruské armády. Tento odlišný názor později vyústil ve spor mezi jím a Edvardem Benešem, který se obával, že by se Dürich v Rusku mohl pokusil tuto myšlenku uskutečnit. Josef Dürich byl však morální a čestný člověk a ve svých téměř 70 letech, kdy odjel do exilu, takové ambice neměl.
V listopadu 1915 patřil spolu s Masarykem a představiteli českých zahraničních spolků mezi signatáře prohlášení Českého komitétu zahraničního, který jasně formuloval myšlenku české (československé) samostatnosti. Z Českého komitétu zahraničního se následně utvořila Československá národní rada, jejímž místopředsedou se Dürich roku 1916 stal, což přinášelo velkou šanci na vytvoření československých legií z řad zajatců v Rusku . V červnu roku 1916 odjel do Ruska, kde se stal předsedou Svazu československých spolků na Rusi, ve které nahradil svého názorového oponenta Bohumila Čermáka. Vyjednával zde o zřízení československých legií. Byl přijat ruským carem Mikulášem II, který s vytvořením legií souhlasil.

### Zavržení
29. srpna 1916 podepsal Josef Dürich a Milan Rastislav Štefánik tzv. Kyjevský zápis, který uznával Československou národní radu za představitele celého odboje k vytváření legií, což ruská vláda odmítla jako akci řízenou ze zahraničí a vnímala ji jako narušení státní suverenity. Josef Dürich se tak na podzim roku 1916 dostal do neřešitelné situace, kdy na jedné straně bylo zachování členství v Československé národní radě, čímž by ztratil podporu ruské vlády a nedosáhl by tak svého cíle – zřídit československé legie, anebo se mohl podřídit ruské vládě a zřídit legie, které by byly finančně i organizačně pod kontrolou Ruska. Dürich se rozhodl pro podřízení ruské vládě, aby zachoval původní plán.
Z tohoto důvodu v říjnu 1916 vypověděl Kyjevský zápis a novým vrcholným orgánem nové československé akce v Rusku měla být třicetičlenná „Národní rada československých spolků v Rusi“. Členy této rady mělo schvalovat ruské ministerstvo vnitra. Existence této instituce měla umožnit výstavbu vojenských jednotek. Kvůli tomuto rozhodnutí došlo k roztržce mezi ním a Štefánikem s Benešem, takže byl zbaven své funkce i členství v Československé národní radě. Ve funkci hlavní spojky české komunity v Rusku jej opět nahradil Bohumil Čermák. Do vlasti se Dürich vrátil až roku 1919. Z politického života byl prakticky vyřazen a svůj postup se pokusil ospravedlnit v knize pamětí „V českých službách“.
V roce 1920 mu vláda Československé republiky dodatečně udělila vyznamenání „Revoluční medaile“, jako uznání za přispění k vítězství. Později roku 1923 byl také znovu přijat Tomášem G. Masarykem.

### Úmrtí
Josef Dürich zemřel 12. ledna 1927 v Klášteře Hradišti nad Jizerou. Zde mu byl vystrojen státní pohřeb.

### Rodinný život
Jeho zetěm byl od září 1908, kdy si vzal Dürichovu dceru Emanuelu (1884-1973), spisovatel a novinář Karel Horký.